# (200414) 2000 SQ133
(200414) 2000 SQ133 es un asteroide perteneciente al cinturón de asteroides, región del sistema solar que se encuentra entre las órbitas de Marte y Júpiter, descubierto el 23 de septiembre de 2000 por el equipo del Lincoln Near-Earth Asteroid Research desde el Laboratorio Lincoln, Socorro, Nuevo México, Estados Unidos.

## Designación y nombre
Designado provisionalmente como 2000 SQ133. 

## Características orbitales
2000 SQ133 está situado a una distancia media del Sol de 2,585 ua, pudiendo alejarse hasta 3,064 ua y acercarse hasta 2,106 ua. Su excentricidad es 0,185 y la inclinación orbital 6,967 grados. Emplea 1518,75 días en completar una órbita alrededor del Sol.

## Características físicas
La magnitud absoluta de 2000 SQ133 es 16,4. 